# Gunung Wangun
Gunung Wangun is een bestuurslaag in het regentschap Lebak van de provincie Banten, Indonesië. Gunung Wangun telt 1475 inwoners (volkstelling 2010).